# Carebaco-Meisterschaft 1984
Die Carebaco-Meisterschaft 1984 im Badminton fand in Paramaribo in Suriname statt. Es war die zwölfte Auflage der Titelkämpfe.

## Titelträger
| Disziplin    | Sieger                            |
| ------------ | --------------------------------- |
| Herreneinzel | Mike van Daal                     |
| Dameneinzel  | Debra O’Connor                    |
| Herrendoppel | Mike van Daal Clyde van Daal      |
| Damendoppel  | Virginia Chariandy Debra O’Connor |
| Mixed        | Sammy Leyow Marie Leyow           |
| Team         | Suriname                          |